# Список наград и номинаций Shinee
SHINee — южнокорейский бойбенд, основанный в 2008 году компанией S.M. Entertainment. Дебют состоялся 25 мая 2008 года с мини-альбомом Replay. За всю карьеру SHINee выиграли более шестидесяти наград различных музыкальных премий, а общее число номинации составило более восьмидесяти пяти. Также группа одерживала победы на музыкальных шоу более пятидесяти пяти раз, что является одним из лучших результатов среди всех корейских музыкальных групп.

## Азиатские премии

### Asia Song Festival
| Год  | Номинируемая работа | Категория                     | Результат |
| ---- | ------------------- | ----------------------------- | --------- |
| 2008 | SHINee              | Лучший новый азиатский артист | Победа    |

### Cyworld Digital Music Awards
| Год  | Номинируемая работа | Категория            | Результат |
| ---- | ------------------- | -------------------- | --------- |
| 2008 | SHINee              | Новичок месяца (Май) | Победа    |

### DongFang Music Awards
| Год  | Номинируемая работа | Категория               | Результат |
| ---- | ------------------- | ----------------------- | --------- |
| 2016 | SHINee              | Лучшая азиатская группа | Победа    |

### Gaon Chart Music Awards
| Год  | Номинируемая работа | Категория              | Результат |
| ---- | ------------------- | ---------------------- | --------- |
| 2017 | SHINee              | Всемирная звезда Халлю | Победа    |

### Golden Disk Awards
| Год  | Номинируемая работа                    | Категория                    | Результат |
| ---- | -------------------------------------- | ---------------------------- | --------- |
| 2008 | The Shinee World                       | Лучший новый альбом года     | Победа    |
| 2009 | SHINee                                 | Награда за популярность      | Победа    |
| 2009 | «Ring Ding Dong»                       | Награда Бонсан               | Номинация |
| 2010 | SHINee                                 | Награда за популярность      | Победа    |
| 2010 | «Lucifer»                              | Награда Бонсан               | Победа    |
| 2013 | SHINee                                 | Награда за популярность      | Победа    |
| 2013 | «Sherlock»                             | Диск Бонсан                  | Победа    |
| 2014 | SHINee                                 | Азиатская икона стиля (Ceci) | Победа    |
| 2014 | SHINee                                 | Награда за популярность      | Победа    |
| 2014 | Dream Girl – The Misconceptions of You | Диск Бонсан                  | Победа    |
| 2016 | SHINee                                 | Награда за популярность      | Победа    |
| 2016 | Odd                                    | Диск Бонсан                  | Победа    |
| 2017 | SHINee                                 | Награда за популярность      | Победа    |
| 2017 | 1 of 1                                 | Диск Бонсан                  | Победа    |

### Japan Gold Disc Award
| Год  | Номинируемая работа | Категория                    | Результат |
| ---- | ------------------- | ---------------------------- | --------- |
| 2018 | Five                | Топ-3 лучших альбомов (Азия) | Победа    |

### Korean Culture Entertainment Awards
| Год  | Номинируемая работа | Категория               | Результат |
| ---- | ------------------- | ----------------------- | --------- |
| 2012 | SHINee              | Лучший мужской вокалист | Победа    |

### Korea Entertainment Arts Awards
| Год  | Номинируемая работа | Категория             | Результат |
| ---- | ------------------- | --------------------- | --------- |
| 2008 | SHINee              | Лучший новый артист   | Победа    |
| 2010 | SHINee              | Лучшая мужская группа | Победа    |

### Korean Popular Culture and Arts Awards
| Год  | Номинируемая работа | Категория                         | Результат |
| ---- | ------------------- | --------------------------------- | --------- |
| 2012 | SHINee              | Награда Министра Культуры         | Победа    |
| 2016 | SHINee              | Награда Премьер-министра Культуры | Победа    |

### MBC Entertainment Awards
| Год  | Номинируемая работа | Категория                        | Результат |
| ---- | ------------------- | -------------------------------- | --------- |
| 2011 | SHINee              | Самая ожидаемая группа 2012 года | Победа    |
| 2013 | SHINee              | Награда за популярность          | Победа    |

### Melon Music Awards
| Год  | Номинируемая работа | Категория                         | Результат |
| ---- | ------------------- | --------------------------------- | --------- |
| 2009 | SHINee              | Артист Топ-10                     | Номинация |
| 2009 | SHINee              | Награда Звезды                    | Номинация |
| 2010 | «Lucifer»           | Награда популярности от нетизенов | Победа    |
| 2010 | «Hello»             | Награда популярности от нетизенов | Номинация |
| 2012 | SHINee              | Награда мировой звезды            | Номинация |
| 2013 | SHINee              | Цифровой Бонсан                   | Победа    |
| 2013 | SHINee              | Артист Года                       | Победа    |
| 2015 | SHINee              | Артист Топ-10                     | Победа    |

### Mnet Choice Awards
| Год  | Номинируемая работа | Категория            | Результат |
| ---- | ------------------- | -------------------- | --------- |
| 2008 | SHINee              | Новая горячая звезда | Победа    |
| 2012 | SHINee              | Лучшее выступление   | Номинация |
| 2013 | SHINee              | Лучшее выступление   | Победа    |

### Mnet Asian Music Awards
| Год  | Номинируемая работа                    | Категория                                        | Результат |
| ---- | -------------------------------------- | ------------------------------------------------ | --------- |
| 2008 | SHINee                                 | Лучшая новая мужская группа                      | Победа    |
| 2010 | «Lucifer»                              | Лучшее танцевальное выступление — Мужская Группа | Номинация |
| 2012 | «Sherlock»                             | Песня Года                                       | Номинация |
| 2012 | «Sherlock»                             | Лучшее танцевальное выступление — Мужская Группа | Победа    |
| 2013 | SHINee                                 | Лучшая мужская группа                            | Номинация |
| 2013 | «Dream Girl»                           | Лучшее танцевальное выступление — Мужская Группа | Победа    |
| 2013 | SHINee                                 | Артист Года                                      | Номинация |
| 2013 | «Dream Girl»                           | Песня Года                                       | Номинация |
| 2013 | Dream Girl — The Misconceptions of You | Альбом Года                                      | Номинация |
| 2015 | SHINee                                 | Лучшая мужская группа                            | Номинация |
| 2015 | SHINee                                 | Артист Года                                      | Номинация |
| 2015 | «View»                                 | Лучшее танцевальное выступление — Мужская Группа | Победа    |
| 2015 | «View»                                 | Песня Года                                       | Номинация |
| 2015 | «View»                                 | Альбом Года                                      | Номинация |
| 2015 | «Married To The Music»                 | Лучший видеоклип                                 | Номинация |
| 2016 | SHINee                                 | Лучшая мужская группа                            | Номинация |
| 2016 | SHINee                                 | Артист Года                                      | Номинация |
| 2016 | 1 of 1                                 | Альбом Года                                      | Номинация |

### MTV Video Music Awards Japan
| Год  | Номинируемая работа | Категория          | Результат |
| ---- | ------------------- | ------------------ | --------- |
| 2012 | «Lucifer»           | Лучшая хореография | Номинация |

### SBS MTV Best of the Best
| Год  | Номинируемая работа | Категория                | Результат |
| ---- | ------------------- | ------------------------ | --------- |
| 2011 | SHINee              | Мировая звезда           | Победа    |
| 2012 | SHINee              | Лучшее живое выступление | Победа    |
| 2012 | SHINee              | Лучшая мужская группа    | Победа    |
| 2013 | SHINee              | Артист Года              | Победа    |

### Seoul Music Awards
| Год  | Номинируемая работа                    | Категория                 | Результат |
| ---- | -------------------------------------- | ------------------------- | --------- |
| 2009 | SHINee                                 | Лучший новичок            | Победа    |
| 2009 | SHINee                                 | Награда за популярность   | Номинация |
| 2010 | 2009, Year of Us                       | Награда Бонсан            | Победа    |
| 2011 | Lucifer                                | Награда Бонсан            | Победа    |
| 2011 | SHINee                                 | Награда за популярность   | Победа    |
| 2013 | Sherlock                               | Награда Бонсан            | Победа    |
| 2013 | SHINee                                 | Награда за популярность   | Победа    |
| 2014 | Dream Girl – The Misconceptions of You | Награда Бонсан            | Победа    |
| 2014 | SHINee                                 | Награда за популярность   | Победа    |
| 2014 | SHINee                                 | Специальная награда Халлю | Победа    |
| 2016 | SHINee                                 | Награда Бонсан            | Победа    |
| 2017 | SHINee                                 | Награда за популярность   | Победа    |

### Singapore Entertainment Awards
| Год  | Номинируемая работа | Категория                                  | Результат |
| ---- | ------------------- | ------------------------------------------ | --------- |
| 2010 | SHINee              | Артист Нового Поколения                    | Победа    |
| 2011 | SHINee              | Награда за популярность (Корейский Артист) | Номинация |
| 2012 | SHINee              | Самый популярный корейский артист          | Номинация |
| 2013 | SHINee              | Самый популярный корейский певец           | Номинация |
| 2013 | SHINee              | Самый популярный видеоклип                 | Номинация |

### Style Icon Awards
| Год  | Номинируемая работа | Категория                         | Результат |
| ---- | ------------------- | --------------------------------- | --------- |
| 2008 | SHINee              | Новая икона                       | Победа    |
| 2016 | SHINee              | Награда за лучший азиатский выбор | Победа    |

### Ting Digital Music Awards
| Год  | Номинируемая работа | Категория                  | Результат |
| ---- | ------------------- | -------------------------- | --------- |
| 2009 | SHINee              | Выбор Ting — Лучший Артист | Победа    |

### Tower Records Awards
| Год  | Номинируемая работа | Категория    | Результат |
| ---- | ------------------- | ------------ | --------- |
| 2011 | SHINee              | Артист Года  | Победа    |
| 2011 | SHINee              | Новичок Года | Победа    |

### Red Dot Design Award
| Год  | Номинируемая работа                        | Категория                | Результат |
| ---- | ------------------------------------------ | ------------------------ | --------- |
| 2014 | Dream Girl – The Misconceptions of You     | Награда за лучший дизайн | Победа    |
| 2014 | Why So Serious? – The Misconceptions of Me | Награда за лучший дизайн | Победа    |
| 2014 | The Misconceptions of Us                   | Награда за лучший дизайн | Победа    |
| 2014 | Sherlock                                   | Награда за лучший дизайн | Победа    |

## Музыкальные шоу

### Inkigayo
| Год  | Дата        | Песня                    |
| ---- | ----------- | ------------------------ |
| 2008 | 21 сентября | «Love Like Oxygen»       |
| 2009 | 28 июня     | «Juliette»               |
| 2009 | 5 июля      | «Juliette»               |
| 2009 | 1 ноября    | «Ring Ding Dong»         |
| 2009 | 8 ноября    | «Ring Ding Dong»         |
| 2009 | 15 ноября   | «Ring Ding Dong»         |
| 2010 | 8 августа   | «Lucifer»                |
| 2010 | 15 августа  | «Lucifer»                |
| 2010 | 17 октября  | «Hello»                  |
| 2012 | 1 апреля    | «Sherlock (Clue + Note)» |
| 2012 | 8 апреля    | «Sherlock (Clue + Note)» |
| 2012 | 15 апреля   | «Sherlock (Clue + Note)» |
| 2013 | 17 марта    | «Dream Girl»             |
| 2013 | 27 октября  | «Everybody»              |
| 2015 | 31 мая      | «View»                   |
| 2015 | 7 июня      | «View»                   |
| 2016 | 16 октября  | «1 of 1»                 |

### Music Bank
| Год  | Дата       | Песня                    |
| ---- | ---------- | ------------------------ |
| 2009 | 5 июня     | «Juliette»               |
| 2009 | 19 июня    | «Juliette»               |
| 2009 | 30 октября | «Ring Ding Dong»         |
| 2009 | 6 ноября   | «Ring Ding Dong»         |
| 2010 | 30 июля    | «Lucifer»                |
| 2010 | 6 августа  | «Lucifer»                |
| 2010 | 15 октября | «Hello»                  |
| 2012 | 6 апреля   | «Sherlock (Clue + Note)» |
| 2012 | 13 апреля  | «Sherlock (Clue + Note)» |
| 2013 | 8 марта    | «Dream Girl»             |
| 2013 | 15 марта   | «Dream Girl»             |
| 2013 | 25 октября | «Everybody»              |
| 2015 | 29 мая     | «View»                   |
| 2015 | 5 июня     | «View»                   |
| 2015 | 14 августа | «Married to the Music»   |
| 2016 | 14 октября | «1 of 1»                 |

### Show Champion
| Год  | Дата       | Песня                    |
| ---- | ---------- | ------------------------ |
| 2012 | 27 марта   | «Sherlock (Clue + Note)» |
| 2012 | 3 апреля   | «Sherlock (Clue + Note)» |
| 2013 | 27 февраля | «Dream Girl»             |
| 2013 | 6 марта    | «Dream Girl»             |
| 2013 | 13 марта   | «Dream Girl»             |
| 2013 | 20 марта   | «Dream Girl»             |
| 2013 | 23 октября | «Everybody»              |
| 2013 | 30 октября | «Everybody»              |
| 2015 | 27 мая     | «View»                   |
| 2015 | 12 августа | «Married to the Music»   |

### M!Countdown
| Год  | Дата        | Песня                    |
| ---- | ----------- | ------------------------ |
| 2008 | 18 сентября | «Love Like Oxygen»       |
| 2009 | 5 ноября    | «Ring Ding Dong»         |
| 2012 | 29 марта    | «Sherlock (Clue + Note)» |
| 2013 | 28 февраля  | «Dream Girl»             |
| 2013 | 7 марта     | «Dream Girl»             |
| 2013 | 14 марта    | «Dream Girl»             |
| 2013 | 31 октября  | «Everybody»              |
| 2015 | 28 мая      | «View»                   |
| 2015 | 4 июня      | «View»                   |
| 2016 | 13 октября  | «1 of 1»                 |

### Music Core
| Год  | Дата       | Песня       |
| ---- | ---------- | ----------- |
| 2013 | 26 октября | «Everybody» |
| 2015 | 6 июня     | «View»      |

### The Show
| Год  | Дата       | Песня    |
| ---- | ---------- | -------- |
| 2015 | 9 июня     | «View»   |
| 2016 | 11 октября | «1 of 1» |